# Paul Magloire
Paul Magloire (19. července 1907 Quartier Morin –12. července 2001 Port-au-Prince) byl vojenským diktátorem na Haiti v letech 1950–1956.
Moci se chopil po vojenském převratu. Značnou část popularity ztratil v roce 1954, kdy se zemí prohnal hurikán a došlo k zpronevěře financí určených na pomoc. V roce 1956 během stávek a demonstrací opustil zemi. Později jej nový „prezident“ François Duvalier zbavil občanství. Paul Magloire se na Haiti se vrátil až v roce 1986.